# United States Secret Service
Cet article concerne un service de police. Pour ce qu'on appelle habituellement « services secrets », voir Service de renseignement.
Pour les articles homonymes, voir Secret Service.
L’United States Secret Service (USSS) ou simplement « Secret Service » est une agence gouvernementale dépendant du département de la Sécurité intérieure des États-Unis.
Elle a deux missions distinctes et différentes :
1. lutter contre la fausse monnaie et la fraude financière ;
2. assurer la protection du président des États-Unis, du vice-président, de leurs familles, de certaines personnalités (comme des candidats à la présidence ou à la vice-présidence, les anciens présidents, les présidents élus, certains représentants officiels, des personnalités étrangères en visite aux États-Unis) ainsi que de leurs résidences officielles, comme la Maison-Blanche.

Le rôle du Secret Service, à sa création, était d'enquêter et de lutter contre la fausse monnaie, un problème majeur à la fin de la guerre de Sécession. L'agence a ensuite évolué en première agence de renseignement intérieur des États-Unis et première agence de contre-espionnage avec des agents agissant sous couverture d'où son nom. Beaucoup de missions de l'agence ont ensuite été reprises par les agences créées ultérieurement comme le Federal Bureau of Investigation (FBI), le Bureau of Alcohol, Tobacco, Firearms and Explosives (ATF), l'US Immigration and Customs Enforcement (ICE) et l'Internal Revenue Service (IRS).
Sa mission de protection du président des États-Unis lui fut confiée par le Congrès américain après l'assassinat du président William McKinley en 1901.

## Rôle
Aujourd'hui, la mission première de l'agence est de lutter contre les contrefaçons monétaires et de sauvegarder le système de paiement des États-Unis. Il s'agit notamment de lutter contre les crimes et délits comme la fraude aux institutions financières, les fraudes électroniques, l'utilisation ou la création de faux documents d'identité dans des buts de fraude financière, les accès frauduleux aux systèmes informatiques, les fraudes aux cartes de crédit, les transferts frauduleux de fonds électroniques, le blanchiment d'argent ou encore les arnaques financières comme la fraude 4-1-9. Le Secret Service lutte également contre les attaques informatiques contre le système financier et les infrastructures de télécommunications américains.
La seconde mission de l'agence est la protection (la liste des personnalités à protéger est définie par la loi) :
- du président des États-Unis, du vice-président (ou du responsable suivant dans l'ordre de succession présidentiel, si le vice-président n'est pas en capacité ou si le poste est vacant), du président élu et du vice-président élu ;
- le premier cercle familial des personnalités précitées ;
- les anciens présidents et leur conjoint (protection à vie sauf pour les conjoints divorcés ou remariés). De 1997 à 2013, la loi limita la protection des anciens présidents et de leur conjoint aux dix années suivant leur départ de la Maison-Blanche. Le président Barack Obama signa en janvier 2013 une loi qui abrogea cette limite et rétablit une protection à vie[2] ;
- la veuve ou le veuf d'un ancien(e) président(e) mort en service ou dans l'année qui a suivi la fin de son mandat, et ce, pour une période d'un an après le décès (le secrétaire à la Sécurité intérieure peut étendre cette durée de protection) ;
- les enfants d'anciens présidents jusqu'à leur 16 ans ou dix ans après la fin de la présidence ;
- les anciens vice-présidents, leur conjoint et leurs enfants jusqu'à l'âge de 16 ans ou jusqu'à six mois après avoir quitté la vice-présidence (le secrétaire à la Sécurité intérieure peut étendre cette durée de protection) ;
- les chefs d'État ou de gouvernement étrangers et leur conjoint, en visite aux États-Unis ;
- d'autres personnalités étrangères en visite aux États-Unis ou des représentants officiels des États-Unis mandatés par le Président pour des missions spéciales à l'étranger ;
- les principaux candidats à la présidence et à la vice-présidence[3] ;
- les conjoints des principaux candidats à la présidence et à la vice-présidence (dans les 120 jours précédant une élection présidentielle) ;
- des personnalités désignées par un ordre exécutif du Président ;
- les National Special Security Events, tels que désignés par le secrétaire à la Sécurité intérieure.

Toutes ces personnes peuvent décliner la protection du Secret Service à l'exception du président, du vice-président (ou du responsable suivant dans l'ordre de succession présidentielle si le vice-président est en incapacité ou que le poste est vacant), du président élu et du vice-président élu.
En fonction des missions exercées par ces personnalités, cette protection peut être partagée. Ainsi quand Hillary Clinton devint la secrétaire d'État des États-Unis en 2009, le Secret Service continua de la protéger à son domicile (en qualité d'épouse d'un ancien président) tandis que le Diplomatic Security Service la protégeait lors de son activité en tant que secrétaire d'État, dont ses déplacements à l'étranger.
Le Secret Service collabore aussi avec le Diplomatic Security Service pour la protection des personnalités étrangères en visite ou présentes sur le sol américain. Il travaille avec l'armée, d'autres agences fédérales, les polices des États américains ou les polices locales pour la protection des voyages présidentiels par exemple lors de l'utilisation d'Air Force One ou de Marine One.
Le rôle de protection du Secret Service s'exerce aussi très en aval. Ainsi il enquête chaque année sur des milliers d'incidents, jugés comme menaces potentielles pesant sur le président américain. Menacer le président est un crime fédéral selon le Code des États-Unis (voir Menace contre le président des États-Unis).
Dans le cadre de la protection des personnalités et de leur famille proche, le Secret Service peut collecter toutes les informations nécessaires auprès des différentes agences gouvernementales.
Disposant de moyens scientifiques importants, le Secret Service peut également aider les polices locales pour résoudre certains crimes.

## Organisation
En 2024, le Secret Service compte 7 000 personnes dont 4 400 agents assermentés (agents spéciaux et agents en uniforme). Il dispose de plus de 150 bureaux à travers les États-Unis et dans différentes autres villes dans le monde, dont Montréal, Toronto et Vancouver au Canada ou auprès du siège d'Interpol à Lyon en France.
Son budget en 2013 était de 1,9 milliard de dollars.

### Division en uniforme

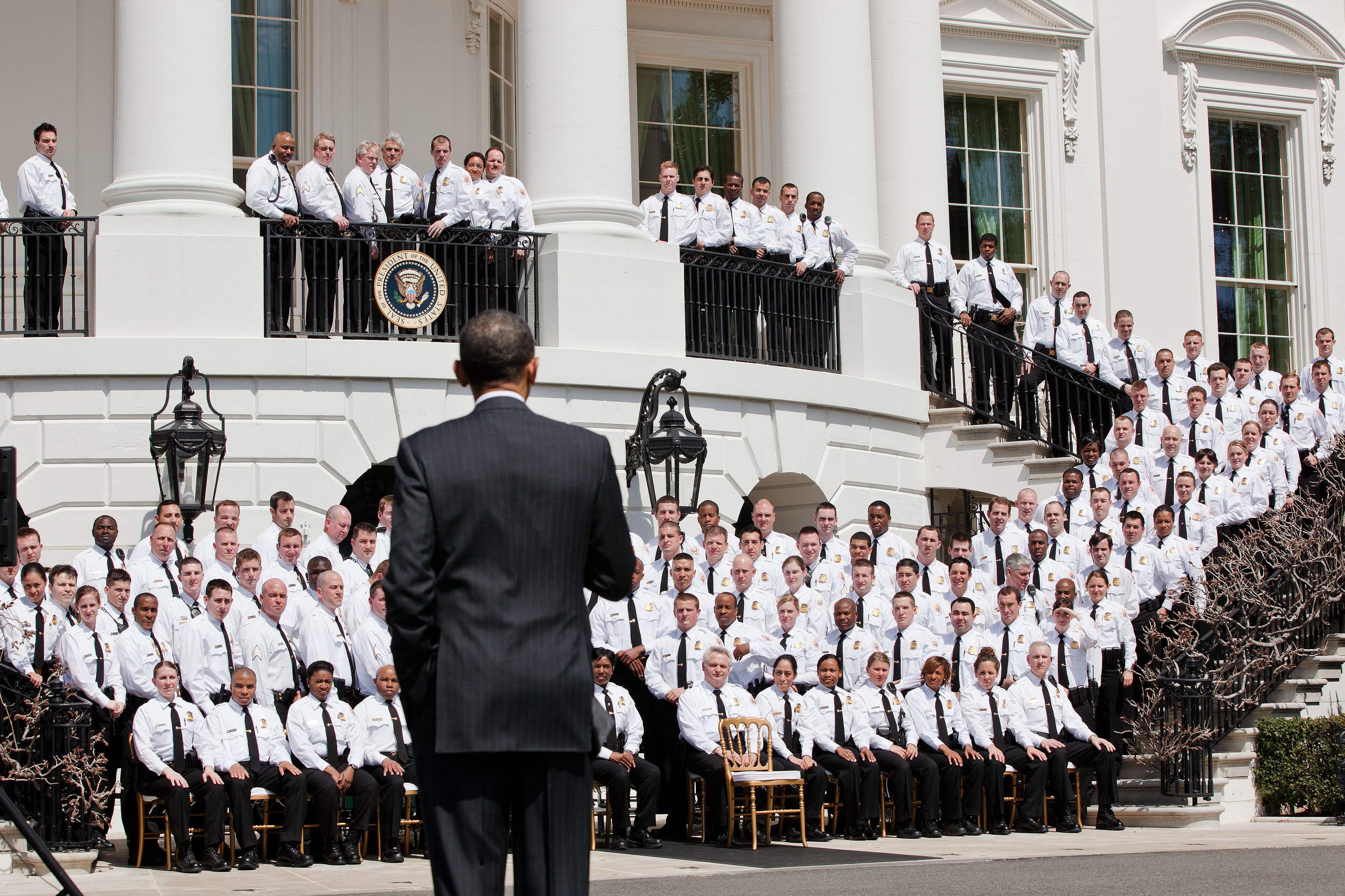
Le président Barack Obama s'adresse aux agents de l'United States Secret Service Uniformed Division avant une photo de groupe au Portique Sud de la Maison-Blanche, le 4 avril 2011.

La division en uniforme (Uniformed Division ou UD) participe aux missions de protection. Créée en 1922 comme la Police de la Maison-Blanche (en), elle fut complètement intégrée au Secret Service en 1930. Avec plus de 1 300 agents en 2010, l'Uniformed Division est responsable de la sécurité du complexe de la Maison-Blanche, de la résidence du vice-président, du département du Trésor (part du complexe de la Maison-Blanche) et des missions diplomatiques étrangères à Washington. Les agents de l'Uniformed Division mènent leur mission de protection sur des postes fixes, en patrouilles à pied, à vélo, à moto ou en voiture.
Cette division comprend trois branches : la branche de la Maison-Blanche, la branche des missions diplomatiques étrangères et la branche de l'Observatoire naval (où se trouve la résidence du vice-président).
Les agents de la division fournissent également un support additionnel aux missions de protection du Secret Service au travers de groupes de soutien spécialisés :
- l'unité antisnipers (Counter Sniper Unit, ou CS), créée en 1971[5] ;
- l'unité canine de détection d'explosifs (Canine Explosives Detection Unit, ou K-9), créée en 1976[5] ;
- l'équipe de réponse d'urgence (Emergency Response Team, ou ERT), créée en 1992. Sa mission première est de fournir une réponse tactique aux intrusions ou aux autres risques de protection liés à la Maison-Blanche[5] ;
- l'unité de soutien magnétométrique (Magnetometer Support Unit), créée pour s'assurer que toutes les personnes entrant dans les zones sécurisées par le Secret Service ne sont pas armées[5]. Cette unité fut mise en place pour accroître la protection hors de la Maison-Blanche après la tentative d'assassinat du président Ronald Reagan.

Les agents assignés aux CS, ERT et K9 sont désignés sous le terme générique de « techniciens », reconnaissant ainsi leur niveau d'entraînement.

## Histoire

### Premières années

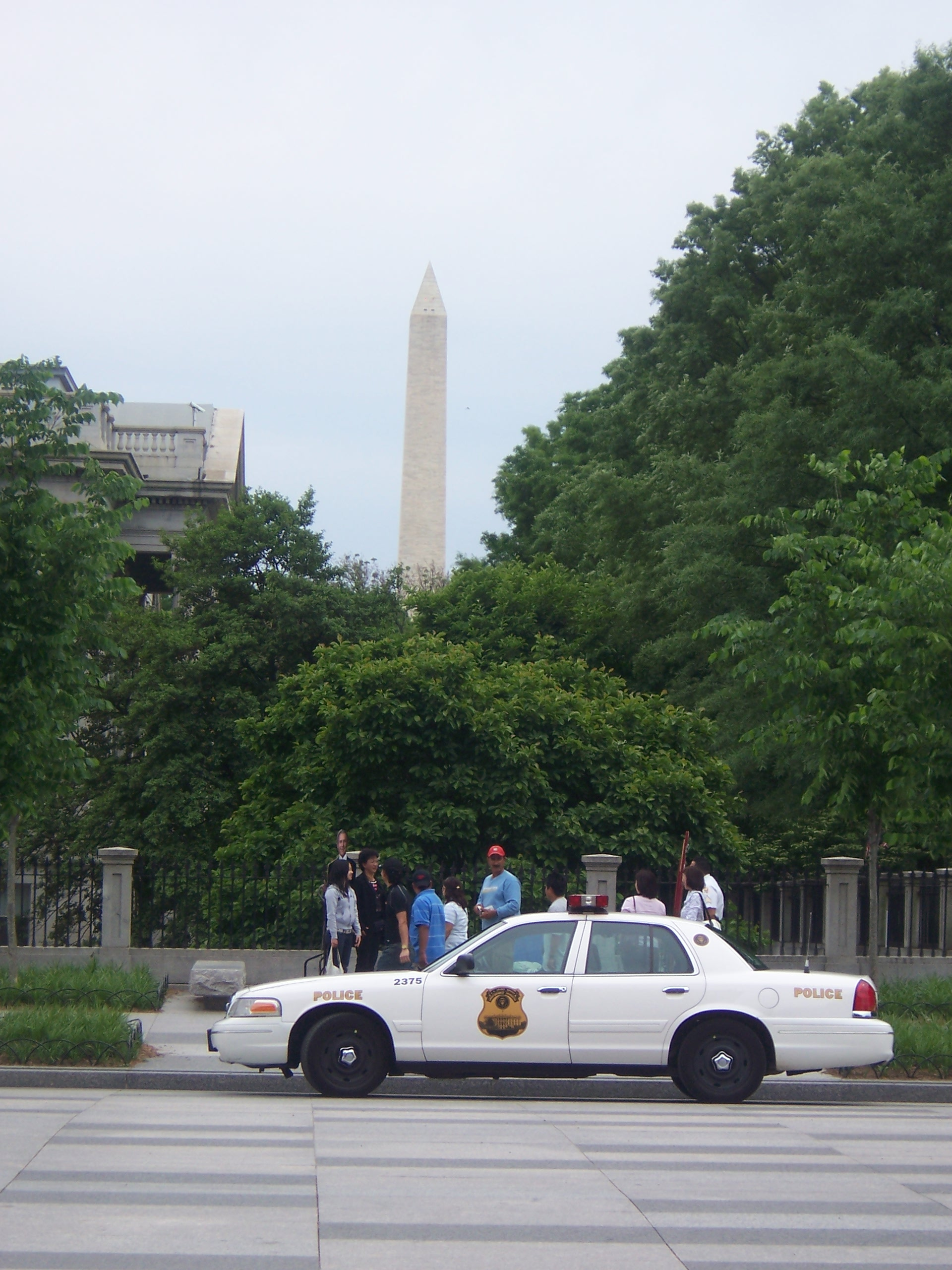
Une voiture du Secret Service à proximité de la Maison-Blanche.

Avec environ un tiers de la monnaie en circulation qui était de la monnaie contrefaite, la loi créant le Secret Service est signée par le président Abraham Lincoln le 14 avril 1865, le jour de son assassinat ; cinq jours auparavant, le général sudiste Robert E. Lee se rendait après la bataille d'Appomattox. Le Service entre en fonction le 5 juillet 1865, à Washington DC comme la « Secret Service Division » du département du Trésor avec pour mission l'éradication de la fausse monnaie. À cette époque, les seules autres agences fédérales chargées de faire respecter la loi étaient l'United States Park Police, l'U.S. Post Office Department's Office of Instructions and Mail Depredations (maintenant connu comme l'United States Postal Inspection Service) et l'US Marshals Service. Les marshals n'avaient pas les moyens humains pour enquêter sur tous les crimes fédéraux, aussi le Secret Service commença-t-il à enquêter sur de nombreux cas, des meurtres aux attaques de banque en passant aux jeux illégaux. Après l'assassinat du président William McKinley en 1901, le Congrès demanda de manière informelle que le Secret Service assure une protection présidentielle. Un an plus tard, le Secret Service assuma la responsabilité à plein temps de la protection présidentielle. En 1902, William Craig (en) devient le premier agent du Secret Service à mourir en service dans un accident routier en conduisant le fiacre présidentiel.
Le Secret Service a été la première agence américaine de renseignement intérieur et de contre-espionnage. La collecte de renseignements intérieurs et la responsabilité de contre-espionnage furent ensuite dévolus au Federal Bureau of Investigation (FBI) après la création de celui-ci en 1908. Le Secret Service participa à l'arrestation de dirigeants sino-américains et à l'internement des Nippo-Américains au cours de la Seconde Guerre mondiale. Le Secret Service ne fait pas officiellement partie de la Communauté du renseignement des États-Unis.

### Tentative d'assassinat du Président Truman
En 1950, le président Harry S. Truman résidait à Blair House, maison située en face de la Maison-Blanche, alors en cours de rénovation. Le 1er novembre 1950, deux nationalistes portoricains, Oscar Collazo et Griselio Torresola, approchèrent de Blair House dans l'intention de tuer le président. Ils ouvrirent le feu sur l'agent Leslie Coffelt et d'autres officiers de la police de la Maison-Blanche. Bien que mortellement blessé à la poitrine et à l'abdomen par trois balles de 9 mm d'un Walther P38, l'agent Coffelt fit feu, tuant Torresola d'une balle dans la tête. Jusqu'à ce jour, Coffelt est le seul membre du Secret Service à avoir été tué en protégeant un président contre une tentative d'assassinat (l'agent spécial Tim McCarthy qui se mit devant le président Reagan lors d'une tentative d'assassinat le 30 mars 1981 et prit une balle dans l'abdomen, fut simplement blessé et se rétablit complètement). Collazo fut aussi blessé mais survécut à ses blessures. Il passa 29 ans en prison avant de retourner à Porto Rico à la fin de 1979.

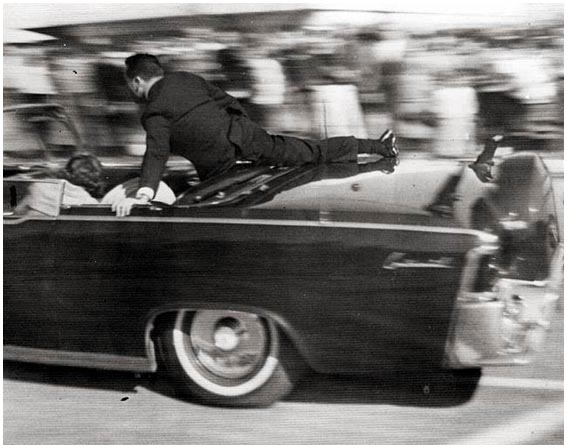
L'agent spécial Clinton Hill sur la limousine présidentielle lors de l'assassinat du président Kennedy.

### Années 1960

#### Assassinat de John F. Kennedy à Dallas
Le 22 novembre 1963, le président John F. Kennedy est assassiné à Dallas par un tireur embusqué d'après le rapport de la Commission Warren.
Le chef de la sécurité, le responsable en chef du Secret Service à la Maison Blanche, Roy Kellerman, était assisté de 70 agents. En outre, les agents de la police de Dallas dirigée par Jesse Curry et les hommes du shérif du comté, Bill Decker, complétaient le dispositif de sécurité.

#### Conséquences
À la suite de l'attentat, les agents Clint Hill, chargé de la protection de la première dame Jackie Kennedy, et Rufus Youngblood, de celle du vice-président Lyndon B. Johnson, furent décorés pour leurs actions de protection au cours de la fusillade. Clint Hill, qui fut le seul à réagir lors de la fusillade, n'était pas prévu au voyage, il avait été demandé au dernier moment par Jacqueline Kennedy qui l'appréciait.
Le Secret Service fut accusé par le chef de la police de Dallas Jesse Curry d'avoir négligé l'importance de la protection du président.
L'ensemble des faits et actions du Secret Service le 22 novembre 1963 firent l'objet de plusieurs enquêtes, à commencer par celle de la Commission Warren qui ne signala aucun défaut en 1964. En revanche, à la suite de la réétude de l'attentat par le HSCA au cours des années 1970, de nouveaux résultats remirent en cause le travail de l'agence officielle.

#### Révélations ultérieures
Ultérieurement, à la suite des travaux d'enquête de 1976 à 1979 du comité d'enquête de la Chambre des représentants sur les assassinats de Martin Luther King et John F. Kennedy (HSCA) qui conclut à une conspiration, le Secret Service fut critiqué pour la faiblesse de la protection du président qui avait été affaiblie entre le défilé de Houston le 21 novembre et celui de Dallas le 22 novembre 1963.
Lors du défilé à Houston, le HSCA nota que 33 motards dont 6 sur les flancs mêmes de la limousine présidentielle avaient été déployés pendant tout le parcours. Ce ne fut pas le cas à Dallas 24 heures plus tard. Le HSCA a indiqué que : « Les modifications apportées par le Secret Service au plan initial de déploiement des motos du département de police de Dallas ont empêché l'utilisation d'un maximum de précautions de sécurité. »
Le parcours fut insuffisamment fouillé par les équipes de la police de Dallas, les immeubles ne furent pas fouillés et les fenêtres ne furent pas fermées avec postage d'agent sur chaque toit. De plus, une unité de l'armée américaine qui aurait dû compléter le dispositif de sécurité fut laissée au repos.
D'autres dysfonctionnements ont été relevés. D'une part, il a été prouvé que dans la soirée du 21 novembre 1963, des agents du Secret Service chargés de la protection rapprochée ont consommé des boissons alcoolisées dans une boîte de nuit de Fort Worth, le Cellar Door, ce qui était strictement interdit par leur règlement, toute consommation d'alcool durant le service étant passible d'un renvoi du service. D'autre part, il a été révélé que le Secret Service avait enfreint une des règles de sécurité essentielles, à savoir l'interdiction de faire prendre aux véhicules officiels des virages de plus de 90°, ce qui occasionne un ralentissement du véhicule trop important et rend les passagers vulnérables à des tirs par arme à feu. Le virage de Dealey Plaza faisait 120°. Cette modification de trajectoire du cortège présidentiel de Main Street à Elm Street fut effectuée par l'agent Forrest Sorrel, chef du Secret Service à Dallas, le 19 novembre 1963, alors qu'il connaissait les risques encourus, et donc en violation du règlement du Secret Service.
Il a été aussi noté, contrairement aux dépositions des agents Roy Kellerman et James Greer, chargés de la conduite de la limousine présidentielle, devant la Commission Warren que le véhicule avait ralenti au cours des tirs, alors que les procédures d'urgence recommandaient au contraire d'accélérer pour sortir de la zone dangereuse. Le ralentissement voire le quasi-arrêt de la limousine fut confirmé par plusieurs témoins présents tels que Mary Moorman, et des films comme ceux d'Abraham Zapruder, de Mary Muchmoore et d'Orville Nix.
Par ailleurs, le Secret Service a enfreint la loi. En effet, en 1963, l'assassinat d'un président n'était pas encore considéré comme un crime fédéral et l'autopsie aurait dû être pratiquée dans l’état du Texas. Les agents ont fait usage de coercition contre les médecins de Dallas en sortant leurs armes pour soustraire le corps du président défunt à l'autorité du juge texan Ward et celle du médecin légiste du comté, le docteur Earl Rose, arrivés sur place entre-temps à 14 h. Les raisons de ce transfert vers la capitale fédérale Washington n'ont jamais été élucidées.
Enfin, les éléments balistiques et notamment les impacts de balles sur plusieurs endroits de la limousine présidentielle et notamment le pare soleil et le pare brise du véhicule furent démontés et perdus à partir d'avril 1964, empêchant toute analyse ultérieure pour déterminer l'origine des tirs.
L'ensemble de ses différents éléments contribua à faire germer une suspicion et une défiance de l'opinion publique, toujours en cours de nos jours, envers les conclusions de la Commission Warren.
Conséquences
Un des conséquences de l'attentat fut une modification des procédures de sécurité et de création des crédences ou badge d'identification du Secret Service. 
Ces derniers originellement produits par la Technical Services Division (TSD) de la CIA furent en effet tous remplacés par la suite par de nouveaux documents produits en interne par le Secret Service.

#### Nouvelles missions
En 1965, le Congrès autorise la protection des veuves des présidents américains.
Après l'assassinat du candidat à la présidence des États-Unis Robert Francis Kennedy, le 5 juin 1968, le Congrès a étendu le rôle du Secret Service à la protection des principaux candidats à la présidence et à la vice-présidence 120 jours avant les élections, aux anciens présidents jusqu'à maximum dix ans après la fin de leur mandat présidentiel, ainsi qu'à leurs enfants jusqu'à l'âge de 16 ans.

### Années 1970
Le 5 septembre 1975, l'agent spécial Larry Buendorf empêche Lynette Fromme de tirer sur le président Gerald Ford à Sacramento.
Moins de deux semaines plus tard, à San Francisco, alors que le président Ford sort du Saint-Francis Hotel, dans le centre de San Francisco, Sara Jane Moore, au milieu de la foule de personnes venues voir le président, pointe un révolver et tire vers le président sans réussir à l’atteindre. Un spectateur ancien Marine, Oliver Sipple, saisit le révolver et l'empêche d'ajuster le second tir.

### Années 1980
Le 30 mars 1981, John Hinckley tire sur le président Reagan et le blesse. L'agent Tim McCarthy s'interpose pour protéger le président et reçoit une balle dans l'abdomen, blessure dont il se remettra. Après cette tentative d'assassinat, le Secret Service va améliorer considérablement ses procédures de sécurité du président.
En 1984, le Congrès américain vote le Comprehensive Crime Control Act (en) qui étend la juridiction du Secret Service sur la fraude à la carte bancaire et la fraude informatique.

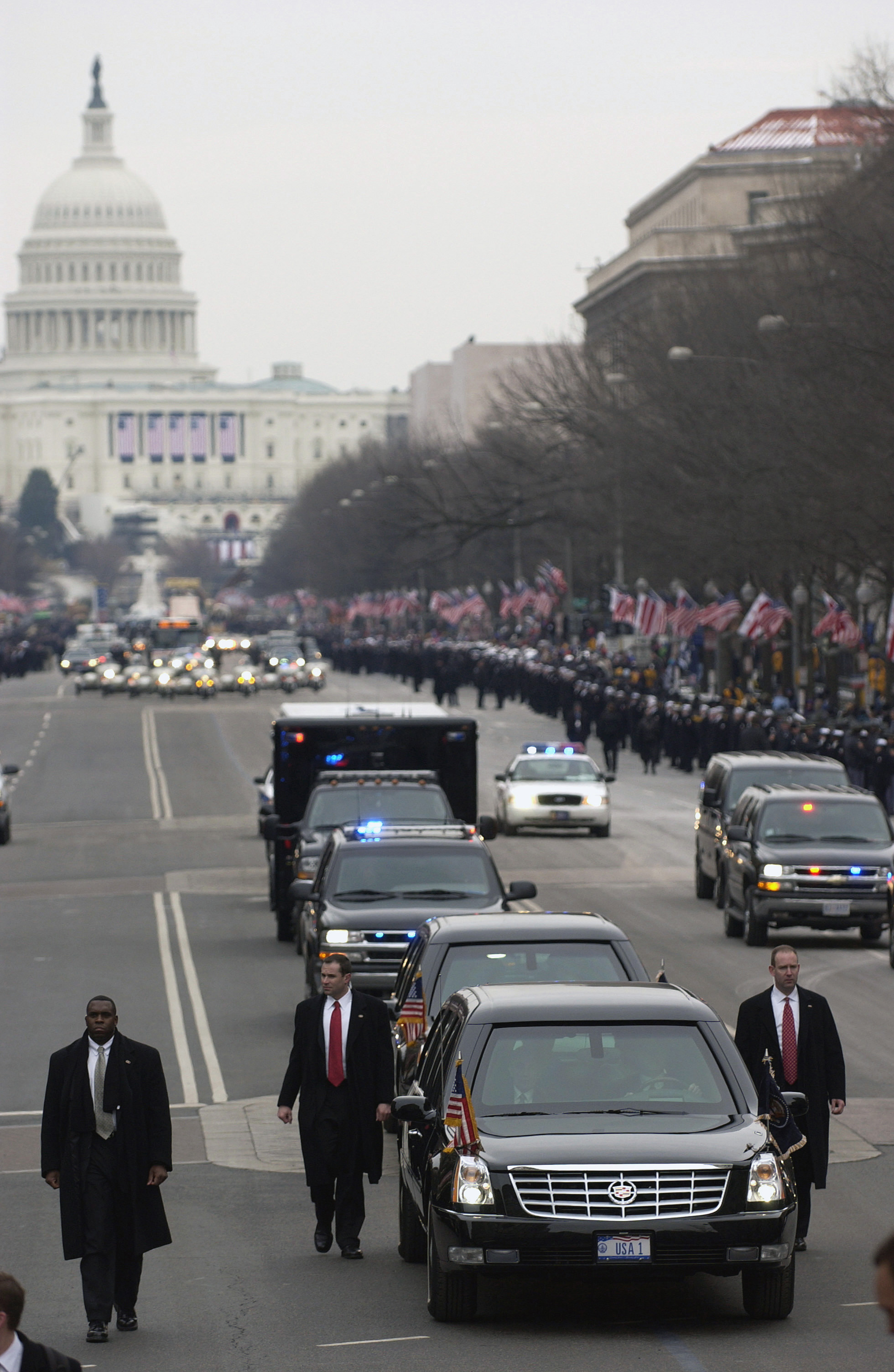
Protection de la voiture présidentielle en janvier 2005 par des hommes du Secret Service sur Pennsylvania Avenue lors de lInauguration Day.

### Années 2000
Depuis le Patriot Act, voté le 26 octobre 2001, le Secret Service combat la criminalité informatique aux côtés du FBI.
En 2003, l'agence est rattachée au département de la Sécurité intérieure des États-Unis nouvellement créé.

### Années 2010
Juste avant l'ouverture du sommet des Amériques en Colombie en 2012, des révélations de « mauvaise conduite » d'une partie des gardes du corps de Barack Obama apparaissent, révélant la fréquentation de prostituées de Carthagène. À la suite de ce scandale, onze des agents sur place ayant eu recours à des prostituées sont rapatriés d'urgence et sont aussitôt suspendus de leurs fonctions pour avoir violé le couvre-feu auquel ils étaient soumis et reçu des prostituées dans leurs chambres d'hôtel,.

### Années 2020
Le 13 juillet 2024, Donald Trump, candidat républicain à l'élection présidentielle de 2024, est blessé par l'un des tirs de Thomas Matthew Crooks. Interrogée par une commission du Congrès neuf jours plus tard, la directrice du Secret Service, Kimberly Cheatle, reconnaît que c'est là l'échec opérationnel le plus important de son agence depuis plusieurs décennies, mais elle élude les questions des membres de la commission. Cheatle démissionne le lendemain, le 23 juillet.

## Directeurs
1. William P. Wood (1865-1869)
2. Herman C. Whitley (1869-1874)
3. Elmer Washburn (1874-1876)
4. James Brooks (1876-1888)
5. John S. Bell (1888-1890)
6. A.L. Drummond (1891-1894)
7. William P. Hazen (1894-1898)
8. John E. Wilkie (1898-1911)
9. William J. Flynn (1912-1917)
10. William H. Moran (1917-1936)
11. Frank J. Wilson (1937-1946)
12. James J. Maloney (1946-1948)
13. U.E. Baughman (1948-1961)
14. James J. Rowley (1961-1973)
15. H. Stuart Knight (1973-1981)
16. John R. Simpson (1981-1992)
17. John W. Magaw (1992-1993)
18. Eljay B. Bowron (1993-1997)
19. Lewis C. Merletti (1997-1999)
20. Brian L. Stafford (1999-2003)
21. W. Ralph Basham (2003-2006)
22. Mark Sullivan (2006-2013)
23. Julia Pierson (2013-2014)
24. Joseph Clancy (2014-2017)
25. Randolph Alles (2017-2019)
26. James M. Murray (2019-2022)
27. Kimberly Cheatle (2022-2024)
28. Ronald L. Rowe, Jr. (2024-2025)
29. Sean Curran (2025-)

## Dans la fiction

### Cinéma
- Dans Police fédérale Los Angeles (1985) de William Friedkin, le personnage principal, Richard Chance (William Petersen) est un agent du Secret Service qui enquête sur le faussaire Rick Masters (Willem Dafoe).
- Dans Le Dernier Samaritain (1991) de Tony Scott, le détective Joseph « Joe » Cornelius Hallenbeck, interprété par Bruce Willis, est un ancien agent du service.
- Dans le film Dans la ligne de mire (1993) de Wolfgang Petersen, le personnage de Frank Horrigan (Clint Eastwood) est un agent du Secret Service, présent à Dallas le 22 novembre 1963 lors de l'assassinat de John F. Kennedy.
- Dans White House Down (2013) de Roland Emmerich, les  procédures, équipements (notamment la limousine blindée) et le management du Secret Service sont exposés en détail.
- Dans La Chute de Londres (2016) de Babak Najafi, le personnage de Mike Banning (Gerard Butler) est agent du Secret Service et celui de Lynne Jacobs (Angela Bassett) en est la directrice.

### Télévision
- Dans la série Les Mystères de l'Ouest (1965-1969), James T. West et Artemus Gordon sont deux agents de l'US Secret Service au service du président Ulysses S. Grant.
- Dans la série 24 heures chrono (2001-2010), Aaron Pierce est le chef adjoint de l'agence.
- Dans la série NCIS : Enquêtes spéciales (depuis 2003), Caitlin Todd est un agent des Services Secrets desquels elle démissionne avant d’être engagée au NCIS (saison 1, épisode 1).
- Dans la série House of Cards (2013-2018), Edward Meechum est le chef de la sécurité du président au sein de l'US Secret Service. Il est abattu alors qu’il protège le président Frank Underwood d’une tentative d’assassinat.